# 聶曼
聶曼（15世紀—16世紀），字子貞，江西撫州府金谿縣崇麓人，明朝政治人物。

## 生平
聶曼是正德十一年（1516年）丙子科舉人，授上海縣教諭，在當地勤奮教學，陛南京國子監助教，祭酒林俊重視他的學行，每事必諮詢他。考察期間遭降調廬州教授，傳授象山性學，擅長《易經》，曾負責順天府鄉試得士最多，得知府渭南王公重視；其時有庫役貧窮得要賣女辦徭役，他得知後免除那人的役值讓對方贖回女兒，荒年時在市場遇到賣女者，他總會拿錢贍養其母親，並收養女子，秋熟後歸還母親。
之後聶曼擢官楚王府紀善，楚王委任他處理稅務，他絲毫不貪，二年後保陞審理，未就任被嫉妒者誣陷而罷歸，他也處之泰然，陸深稱讚他：「先生可謂澄之不清，撓之不濁者了。」死後入祀鄉賢祠。

## 引用
1. 1 2  道光《金谿縣志·卷十一·宦業》：聶曼，字子貞，崇麓人，舉正德十一年鄉試，任南直隸上海教諭，躬先率士、勤立課程，陛南京國子監助教，祭酒林俊重其學，行事必咨之，因以積弊白俊，同僚勿善也。會考察，遂搆以事左遷廬州教授，有庫役貧甚，鬻女以辦徭役，曼聞免其役值使贖女；歲饑遇鬻女於市者，曼以錢贍其母且收女育之，秋熟仍歸之母。擢楚王府紀善，王委以稅務，毫髮不私，越二年保陞審理，未遷職為忌者所中罷歸，曼怡然不較，陸深稱之曰：「先生可謂澄之不清，撓之不濁者矣。」卒祀鄉賢。 舊志
2. ↑  光緒《續修廬州府志·卷二十八·名宦傳三》：聶曼，字子貞，江西金谿人，南京國子監助教改廬州教授，傳象山性學，尤邃於《易》，終日端坐無惰容，太守渭南王公雅重之；性喜施予，捐助僚友諸生喪葬，窘甚者月給以米，嘗典北試得士最多。 明隆慶志